# Plymouth Caravelle
De Plymouth Caravelle is een sedan uit de middenklasse van de Amerikaanse autoconstructeur Plymouth. De Canadese versie van deze auto, een gerebadgede Dodge 600, werd vanaf 1983 aangeboden. De Amerikaanse versie op basis van de Chrysler E-Class was vanaf 1985 beschikbaar. In 1989 werd de Caravelle opgevolgd door de Plymouth Acclaim.

## Verenigde Staten

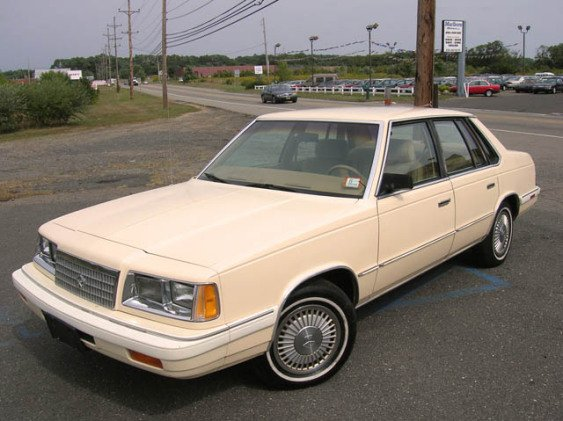
Plymouth Caravelle (facelift)

De introductie van de Plymouth Caravelle was gelinkt aan de stopzetting van de Chrysler E-Class in 1985. De E-Class was sinds 1982 als middenklasser gepositioneerd tussen de compacte Chrysler LeBaron en de grotere Chrysler New Yorker, maar er was echter niet voldoende vraag naar een Chrysler in dit marktsegment. Daarom werd er beslist om het model vanaf 1985 aan te bieden als de Plymouth Caravelle. Door de verschuiving van Chrysler naar Plymouth kon de auto aan een lagere prijs aangeboden worden. De Caravelle was op het radiatorrooster na identiek aan de E-Class.
De Caravelle werd aangedreven door 2,2-liter vier-in-lijnmotor van Chrysler met een vermogen van 72 kW (96 pk). De turbo-versie van deze motor leverde 109 kW (146 pk). Er was ook een 2,6-liter vier-in-lijnmotor van Mitsubishi leverbaar. Aanvankelijk was de Caravelle beschikbaar in slechts één uitrustingsniveau.
Vanaf 1986 was er ook een eenvoudiger uitgeruste basisversie. In datzelfde jaar onderging de Caravelle een kleine facelift met een aangepast radiatorrooster en richtingaanwijzers die naast de koplampen waren verplaatst. De Mitsubishi-motor werd vervangen door een 2,5-liter vier-in-lijnmotor van Chrysler met 75 kW (100 pk).

## Canada

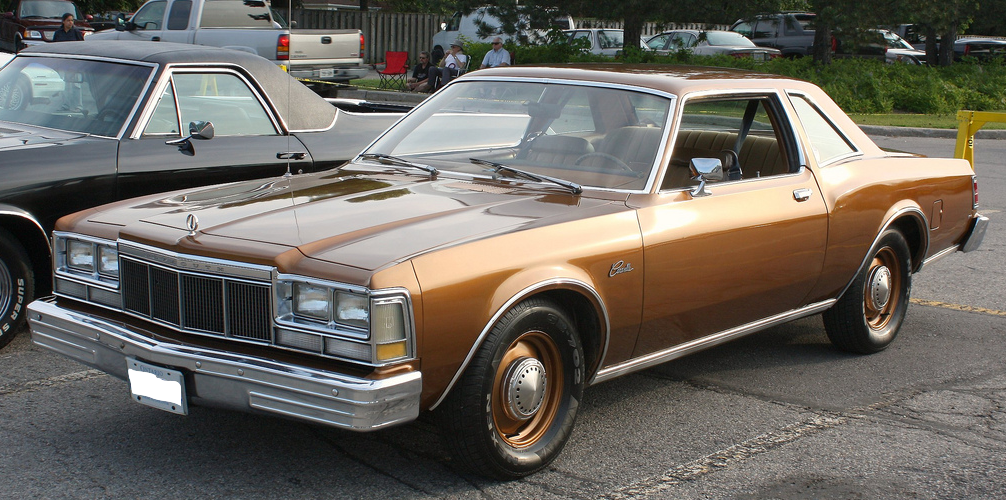
Canadese Plymouth Caravelle (1978)

In Canada werd de naam Caravelle gebruikt voor drie modellen in verschillende marktsegmenten.
In 1978 verscheen de Plymouth Caravelle er voor het eerst als een gerebadgede versie van de Dodge Diplomat. In 1983 bracht Chrysler Canada het vierdeursmodel van de Dodge 600 uit als Plymouth Caravelle, de origine Caravelle werd hernoemd naar Caravelle Salon. Eveneens in 1983 voegde Chrysler Canada een Caravelle-versie van de Dodge 400 tweedeurs coupé toe.
De coupé werd na 1986 geschrapt, terwijl de productie van de sedan in 1988 eindigde. Net als de Amerikaanse versie werd de Canadese Caravelle in 1989 vervangen door de Plymouth Acclaim. De Caravelle Salon bleef bestaan tot 1989.